# 陰の季節
『陰の季節』（かげのきせつ）は、横山秀夫による日本の短編推理小説。第5回松本清張賞受賞作、第120回直木三十五賞候補作。
2000年から2004年にかけてと2016年4月18日と4月25日にテレビドラマ化された。

## 概要
それまでの警察小説と異なり、警務課調査官という管理部門（一般警察官の人事責任者）の警官（警視）を主人公に据えた作品である。本作の主人公・二渡（ふたわたり）が所属するのはD県警という架空の警察本部で、「D県警シリーズ」の1つでもある。

### 収録作品
- 陰の季節（『文藝春秋』1998年7月号）
- 地の声（『オール讀物』1998年9月号）
- 黒い線（書き下ろし）
- 鞄（書き下ろし）

## テレビドラマ
原作が短編作品のため、『陰の季節』収録作品以外からも映像化された。原作では二渡は「陰の季節」のみで主人公を務めるが、ドラマでは全作で主人公になっている。

### 上川隆也版
2000年から2004年までTBS系で放送されたシリーズ。全7回。主演は上川隆也。
放送枠は「月曜ドラマスペシャル」（第1作・第2作）、「月曜ミステリー劇場」（第3作 - 第7作）。

#### キャスト（上川隆也版）

##### 神奈川県警察本部警務部
二渡真治（ふたわたり しんじ）
演 - 上川隆也
警務課調査官。階級は警視。父・幹久も元警察官。県警採用の出世頭だが、同期や部下を大切にする。
七尾友子
演 - 麻木久仁子
警務課。二渡の部下。県警女性初の警部。二渡とは警察学校時代の同期。息子の大介がいる。
白田晋介
演 - 市川勇
警務課長。
上原徹
演 - 近江谷太朗
警務課。二渡の部下。
斉藤香澄
演 - 内田量子
警務課。二渡の部下。
新堂隆義
演 - 原田大二郎（第3作・第5作）
監察官。階級は警視。息子の悟史がいる。
大黒克己
演 - 高田純次
警務部長。階級は警視長。警察庁採用のキャリア。警務課の腕の見せ所である人事で失敗するわけには行かないと、二渡に発破をかける。

##### 神奈川県警察の関係者
佐々木勝利
演 - 鈴木ヤスシ
留置管理室長代理。情報通で、二渡から度々相談を持ちかけられ、その度に他の部署に異動させてほしいと頼んでいる。
山之内豊
演 - 石田太郎（第2作・第7作）
刑事部長。階級は警視長。
青山元幸
演 - 須永慶（第2作・第4作 - 第7作）
本部長。
水谷正人
演 - 河野洋一郎（第3作・第4作）
科学捜査研究所 次長。階級は警部。二渡から度々極秘の調査を頼まれる。

##### 神奈川県港警察署
前島泰雄
演 - 清水宏次朗
刑事課長。二渡とは警察学校時代の同期。
山本明彦
演 - 首藤健祐
刑事課一係 刑事。

##### その他
二渡幹久
演 - 前田昌明（第2作・第3作）
二渡真治の入院中の父。元警察官。第2作と第3作の間に死去。
吉村梢
演 - 浅田美代子【友情出演】
小料理屋「あい」の女将。
尾坂部道夫（おさかべ みちお）
演 - 伊東四朗
経歴：神奈川県警 刑事部長
→ 産業廃棄物不法投棄監視協会 専務理事（第1作）
→ あけぼの保育園 園長（第2作 - ）
元神奈川県警 刑事部長。ノンキャリアながら数々の事件を解決した功績により刑事部長の地位まで昇りつめた。定年退職後に天下りし、産業廃棄物不法投棄監視センター専務理事。第2作以降は「あけぼの保育園」園長。第6作で胆石で入院。

##### ゲスト（上川隆也版）
第1作「陰の季節」（2000年）
- 尾坂部恵（尾坂部道夫の娘・5年前にレイプ被害に遭う） - いしのようこ（少女期：児玉真菜）
- 尾坂部静子（尾坂部道夫の妻・恵の母） - 長内美那子
- 工藤文雄（神奈川県警生活安全部 部長・警視正） - 宗近晴見
- 宮城（尾坂部の同僚） - 三田村周三
- 青木源一郎（尾坂部の運転手） - 有福正志
- 三沢健治（恵の婚約者） - 松田朗

第2作「動機」（2001年）
- 森島光男（神奈川県警本部 鑑識課 課長・瑞穂の上司） - 大河内浩
- 益川剛（神奈川県港警察署 刑事・当直責任者） - 谷村好一
- 倉田和秀（毎朝新聞の記者） - 海部剛史
- 平野瑞穂（神奈川県警本部 鑑識課 巡査・似顔絵描きに長けた婦警） - 羽賀佳代
- 八木あかね（横浜市立中央病院 看護婦） - 布施あい子
- 山崎朝代（神奈川県港警察署 婦警） - 木瓜みらい
- 神谷潤一（神奈川県港警察署 巡査・瑞穂の同期） - 秋山昌徳
- 大和田徹（神奈川県港警察署 警務課主任・二渡真治が駆け出しの頃に世話になった） - 石倉三郎
- トシ江（青葉寮の寮母） - 宮内順子

第3作「密告」（2001年）
- 三井忠（浜浦警察署 生活安全課防犯係 巡査部長） - 飯田基祐
- 千恵（パブ「夢夢」ホステス） - 北河多香子
- 加藤亜弓（パブ「夢夢」ママ） - 戸川京子
- 柳一樹（浜浦警察署 刑事課 警部補・元公安） - 金山一彦
- 曾根和男（浜浦警察署 生活安全課 課長・警部・二渡幹久の元部下） - 不破万作
- 曾根貴美子（曾根の母・末期癌で入院中） - 佐々木すみ江
- 佐賀敏夫（浜浦警察署 生活安全課少年係・警部補） - 小林三三男
- 田塚明（県警本部 地域部 警部補） - 深山義夫
- 曾根の部下 - 井鍋信治

第4作「失踪」（2002年）
- 九谷エミ子（1年前に殺害された主婦・遺体は未発見） - 森下涼子
- 沢村（県警 刑事部 捜査二課 課長・警視） - 山西道広
- 石川敏明（県警 捜査二課 警部補） - 信実一徳
- 山野井一馬（エミ子の愛人・エミ子殺害事件の容疑者だった） - 寺杣昌紀
- 柴崎啓介（港町土木課長・贈賄事件の被疑者 → 「冤罪」と血文字を残して自殺を図る） - 菅原大吉
- 九谷一郎（エミ子の夫） - 木村靖司
- 近藤宮男（神奈川県港警察署 警務課留置管理室主任・30年間刑事になりたいと思い続けた） - 平田満
- 近藤有紀子（近藤の妻） - 宇津宮雅代
- 山名悦子（県警 警務部 教養課の事務職・県警機関紙の作成業務に携わる） - 小林恵
- 柴崎典子（柴崎の妻） - 千野弘美
- 坂下（港町町長・収賄疑惑がかけられている） - 戸沢佑介
- 医師 - 加賀谷純一
- 開港印刷の担当者 - 森富士夫
- 社会部記者 - 鈴木美佳
- 七尾大介（七尾友子の息子） - 鈴木翔吾

第5作「事故」（2003年）
- 柘植正樹（神奈川県警察本部 議会担当秘書官・上原徹の警察学校の同期） - 津田寛治
- 坂庭昭一（神奈川県警察本部 秘書室長） - 河西健司
- 柘植美鈴（正樹の妻・元警察官） - 中村綾
- 遠山（鵜飼の後援会長） - 江藤漢斉
- 瀬島達彦（中古車販売店の営業スタッフ・元警察官・鵜飼の元支援者） - 野添義弘
- 黛（神奈川県港警察署 刑事課 刑事・柘植と上原徹の警察学校の同期） - 村木仁
- 橋本恒明（元神奈川県警 本部長・5年前に県議会で機密事項漏洩問題を取り上げられ辞職した） - 阿部六郎
- 鵜飼一郎（自由県民会連合所属の県議会議員） - 長門裕之
- 新堂悟史（新堂隆義の息子） - 山口翔悟
- 酒井真人（悟史の親友・悟史の車でひき逃げ事件を起こす） - 吉永雄紀
- 小峰健吾（手配中の強盗殺人犯） - 城谷光俊
- リカ（鵜飼の愛人） - 星ひとみ
- 県議会議長 - 浅沼晋平
- 県議会事務局の事務員 - 沼田隆兵、浜口悟
- 柘植守夫（正樹と美鈴の息子・私立小学校に通っているが友達がおらず不登校気味） - 小坂友覇
- ホステス - 村主芳

第6作「刑事」（2003年）
- 葉山智之（元捜査一課刑事・現役刑事と張り合うかのように事件を調べている） - 織本順吉
- 湯上沢太郎（元捜査一課刑事） - 加藤武
- 猪熊茂（二渡真治と前島泰雄の警察学校時代からの同期・競輪で多額の借金を負い依願退職させられた） - 甲本雅裕
- 猪熊久美子（猪熊の妻） - 吉田真希子
- 奥田公夫（警察官） - 大森ヒロシ
- 奥田の同僚警察官 - 大久保英一
- タクシー運転手 - 鹿出俊之輔
- 秋山（巡査） - 田村義晃
- 捜査似顔絵係 - 佐藤祐一

第7作「清算」（2004年）
- 丹羽和人（神奈川県警本部 薬物特捜班・二渡真治の警察学校時代の同期） - 飯田基祐
- 菊地昇（神奈川県警本部 薬物特捜班班長・警部） - 大門正明
- 矢村徹（県議会議員） - 石井愃一
- 坂本頼子（看護師） - 高部知子
- 丸山（県民ウィークリー 編集次長・毎朝新聞の元記者） - 宮内敦士
- 光浦（多恵の父・3年前に脳溢血で倒れる） - 前田昌明
- 塚田（神奈川県警本部 警務部 情報管理課 警部・多恵の上司） - 掛田誠
- 落合（刑事・二渡真治の知り合い） - 妹尾正文
- 刑事 - 大内厚雄
- 光浦正子（多恵の母） - 中村万里
- 菊地理香（菊地の妻） - 唐木ちえみ
- 岡崎拓也（大学生・入院患者） - 藤間宇宙
- ホテル事務員 - 恵有一
- 神崎（神奈川県警 刑事課長） - 近藤康成
- 光浦多恵（神奈川県警本部 警務部 情報管理課 巡査部長・二渡真治の元恋人） - 南野陽子

#### スタッフ（上川隆也版）
- 原作 - 横山秀夫
- 脚本 - 浅野有生子（第1作 - 第6作）、安井国穂（第7作）
- 監督 - 真船禎（第1作・第3作・第5作・第7作）、中山史郎（第2作・第4作・第6作）
- プロデューサー - 照喜名隆、越智貞夫、井上由紀、角田正子
- 制作 - TBS、THE WORKS

#### エピソードリスト
| 話数 | エピソードタイトル 原作                                     | 初回放送日     | 脚本       | 監督     | 視聴率 |
| --- | ----------------------------------------------------------- | -------------- | ---------- | -------- | ------ |
| 1 | 陰の季節 原作：『陰の季節』より「陰の季節」                 | 2000年5月1日   | 浅野有生子 | 真船禎   | 18.5%  |
| 人事異動の内示発表の5日前、3年前に民間企業に天下りしていた尾坂部道夫が、“3年で辞める”という暗黙の掟を破り、「辞めない」と言い出す。人事担当の調査官・二渡がその理由を調べ始めると、結婚間近の尾坂部の娘・恵が5年前に被害に遭い、被疑者死亡というわだかまりが残ったまま終わった暴行事件にけりをつけようとしていることを突き止める。                                                       |                                                             |                |            |          |        |
| 2 | 動機 原作：『動機』より「動機」、『陰の季節』より「黒い線」 | 2001年1月29日  | 浅野有生子 | 中山史郎 | 16.3%  |
| 保管庫に収められていた警察手帳30冊が盗まれる。警察官にも手帳から解放される時間が必要であると二渡が主張した一括保管が仇となった。内部犯行が疑われ、記者会見まで2日の猶予が与えられた。そんな中、連続通り魔犯検挙に貢献した婦警が無断欠勤をしていることが分かる。 |                                                             |                |            |          |        |
| 3 | 密告 原作：『陰の季節』より「地の声」                       | 2001年12月24日 | 浅野有生子 | 真船禎   | 17.3%  |
| 警視昇任を控えた浜浦署の万年警部の曾根がパブのママと不倫をしている、という密告書が警務課に届く。大きな手柄を立てたこともなく、警察官としての経歴もイマイチの曾根は部下からの評判も芳しくなかった。密告者は一体誰なのか、二渡は浜浦署の刑事で元公安課の柳刑事に極秘に調査を依頼する。 |                                                             |                |            |          |        |
| 4 | 失踪 原作：『看守眼』より「看守眼」                         | 2002年10月28日 | 浅野有生子 | 中山史郎 | 14.2%  |
| 冤罪を訴えていた被疑者・柴崎が留置場で自殺を図り、発見者の看守・近藤が彼を救急搬送した後失踪してしまう。懲戒免職が検討されるが、定年を間近に控えていた近藤が簡単な理由で失踪するはずがないと考えた二渡は、冤罪事件と失踪事件の調査のために48時間の猶予をもらう。そして、長年刑事になりたかった近藤がある未解決事件を追っている可能性に行き当たる。                                       |                                                             |                |            |          |        |
| 5 | 事故 原作：『陰の季節』より「鞄」                           | 2003年3月17日  | 浅野有生子 | 真船禎   | 15.2%  |
| 鵜飼県議会議員が県警を揺るがす不祥事に関する「爆弾質問」を出すという情報が入る。議会までの猶予は3日間、二渡は質問内容を掴み備えようとするが、二渡をライバル視する議会担当秘書官（警察官）の柘植は、鵜飼の弱味を探して質問自体を潰そうと企む。 |                                                             |                |            |          |        |
| 6 | 刑事 原作：「刑事の勲章」「警告」                           | 2003年9月15日  | 浅野有生子 | 中山史郎 | 14.2%  |
| 大黒警務部長が、警察庁次長の息子の結婚披露宴があるから職務中に亡くなった署員の署葬には出られないと言い出し、署葬を蔑ろにするわけにはいかないと両方に出席できるよう二渡は調整に奔走する。同じ頃二渡は、入院した尾坂部から捜査一課刑事OBの会「一の会」の幹事の代行を頼まれ、その会で二渡は葉山元刑事から過日起こった殺人事件の犯人が同期の猪熊だと伝えられる。二渡は猪熊を信じ調べ始める。 |                                                             |                |            |          |        |
| 7 | 清算 原作：「清算」                                         | 2004年11月29日 | 安井国穂   | 真船禎   | 15.0%  |
| 上川隆也の「陰の季節」シリーズ最終作にあたる。今作は麻薬捜査担当の男性警察官と女性警察官の不倫に関する密告情報を調査する中で、二渡の過去の恋愛話が交錯する。 |                                                             |                |            |          |        |

- 視聴率はビデオリサーチ調べ、関東地区・世帯

### 仲村トオル版
2016年4月18日と4月25日にTBS系「月曜名作劇場」で放映された。全2回。主演は仲村トオル。
2016年5月7日から公開の映画「64（ロクヨン）」との連動企画であり、同映画で仲村トオルと滝藤賢一は同じ役で出演している。

#### キャスト（仲村トオル版）

##### 群馬県警察本部警務部
二渡真治
演 - 仲村トオル
警務課調査官。階級は警視。人事担当。
七尾友子
演 - 和久井映見
警務課係長。階級は警部。婦警担当。
今井幸夫
演 - 大高洋夫
警務課長。階級は警視。
赤間肇
演 - 滝藤賢一
警務部長。階級は警視正。

##### 群馬県警察の関係者
上原勇三
演 - 長谷川朝晴
経歴：群馬県警本部 警務部 警務課人事係長（第1作）
→ 群馬県警高田警察署 刑事官（第2作）
階級は警部（第1作） → 警視（第2作）。二渡の下で人事を4年間担当。
森島光男
演 - 西沢仁太
経歴：群馬県警本部 刑事部 鑑識課長（第1作）
→ 交通部運転免許センター 課長（第2作）
階級は警視。平野瑞穂の上司。
金子
演 - 志野リュウ
刑事部 捜査一課。荒木田の部下。

##### 特別出演
松岡勝俊
演 - 三浦友和
群馬県警本部 刑事部 捜査一課長兼参事官。階級は警視。『64（ロクヨン）』の登場人物。
荒木田茂
演 - 奥田瑛二
群馬県警本部 刑事部長。階級は警視正。『64（ロクヨン）』の登場人物。
三上義信
演 - 佐藤浩市
群馬県警本部 刑事部 捜査二課次席。階級は警部。『64（ロクヨン）』の主人公かつ二渡とは同期。

##### ゲスト（仲村トオル版）
第1作「陰の季節」（2016年）
- 平野瑞穂（群馬県警本部 刑事部 鑑識課機動鑑識班・巡査） - 山下リオ
- 前島泰雄（群馬県警玄武警察署 刑事課長・警部・二渡真治の警察学校の同期） - 千葉哲也
- 青木源一郎（尾坂部の専属運転手） - 浅見小四郎
- 尾坂部恵（尾坂部とかや子の娘・8年前の強姦被害者） - 寉岡萌希
- 工藤仁志（群馬県警本部 生活安全部長・警視正） - 中西良太
- 宮城（社団法人「産業廃棄物監視協会」事務局長） - 河西健司
- 緒方（刑事） - 大西信満
- 尾坂部かや子（尾坂部の妻） - 根岸季衣
- 糸川一男（群馬県警本部 刑事部 捜査二課 刑事） - 土屋裕一
- 小此木（群馬県警玄武警察署 刑事・前島の部下） - 志村朋春
- 本村（群馬県警前橋中央警察署 刑事） - 内田健介
- 黒川哲二（「連続車上暴行殺人事件」被疑者） - 寺井文孝
- 遠藤（ひったくり犯） - 藤木修
- パトロール警官 - 鈴木大介、松原末成
- ひったくり被害者 - 服部妙子
- コンビニ店長 - 齊藤あきら
- 報道記者 - 芹口康孝
- 社団法人「産業廃棄物監視協会」専務理事秘書 - 砂田早紀
- 三好友美（「連続車上暴行殺人事件」第二の被害者・モデル） - 藤岡眞名美
- 深見美月（「連続車上暴行殺人事件」第一の被害者・フィットネスクラブ従業員） - 三島恵利香
- 「連続車上暴行事件」第三の被害者 - 桐山真彩子
- 前島（前島の妻） - 平山さとみ
- 前島（前島の娘） - 平手彩羽
- 尾坂部道夫（社団法人「産業廃棄物監視協会」専務理事・元群馬県警 刑事部長） - 伊武雅刀

第2作「刑事の勲章」（2016年）
- 大和田徹（群馬県警高田警察署 警務課主任・巡査部長・上原勇三の先輩） - 北見敏之
- 新堂隆義（群馬県警本部 警務部 監察課次席・警視） - 矢島健一
- 漆原清司（群馬県警高田警察署 署長・警視） - 菅田俊
- 神谷潤一（群馬県警高田警察署 警務課 巡査・大和田の部下） - 細田善彦
- 野本保彦（群馬県警高田警察署 刑事課長・警部） - 山中聡
- 朝代（群馬県警高田警察署 警務課 婦警） - 大島蓉子
- 猪熊直哉（パチンコ店員・元群馬県警 巡査部長・上原勇三の警察学校の同期） - 山下徹大
- 湯上沢憲太郎（湯上沢の甥） - 裴ジョンミョン
- 湯上沢太郎（元刑事・群馬県警察OB「警友会」会長） - 石橋蓮司
- 葉山智之（元刑事・群馬県警察OB「警友会」副会長・湯上沢の同期） - 寺田農
- 群馬県警察OB「警友会」メンバー - 掛田誠
- 戸塚浩一郎（群馬県警高田警察署 刑事課盗犯係 巡査） - 出合正幸
- 益川剛（群馬県警高田警察署 刑事課知能犯係 警部補） - 井上康
- 三條留美（「カフェドスナック カルダン」ママ） - 相元晴名
- 小料理屋「まつお」女将 - 宮澤有
- パチンコ店の客 - 保科光志
- 渡辺進一（群馬県警本部 生活安全部長・警視正） - 針原滋
- 「カフェドスナック カルダン」ホステス - 大貫真代

#### スタッフ（仲村トオル版）
- 原作 - 横山秀夫
- 脚本 - 窪田信介
- 監督 - 榎戸耕史
- 主題歌 - 小田和正「風は止んだ」
- ナレーター - 岐部公好
- 警察監修 - 倉科孝靖
- VFX - イレブングラフィックス
- 技術協力 - バル・エンタープライズ
- 美術協力 - BEENS
- ポスプロ - ザ・チューブ
- スタジオ - 東宝スタジオ
- プロデューサー - 伊藤正昭
- アソシエイトプロデューサー - 木村理津
- 編成 - 永山由紀子
- 企画 - 越智貞夫
- 製作 - コブラピクチャーズ、TBS

#### 放送日程
| 話数 | 放送日        | サブタイトル | 原作                                   | 脚本     | 監督     |
| ---- | ------------- | ------------ | -------------------------------------- | -------- | -------- |
| 1    | 2016年4月18日 | 陰の季節     | 「陰の季節」所収「陰の季節」「黒い線」 | 窪田信介 | 榎戸耕史 |
| 2    | 4月25日       | 刑事の勲章   | 「刑事の勲章」、「動機」所収「動機」   | 窪田信介 | 榎戸耕史 |

### 原作との相違点
- 二渡が所属するのはD県警という架空の警察本部だが、上川隆也版は神奈川県警察、仲村トオル版は群馬県警察となっている。